# پیترا ماراتسی
پیترا ماراتسی (به ایتالیایی: Pietra Marazzi) یک کومونه در ایتالیا است که در استان آلساندریا واقع شده‌است.

## خصوصیات
پیترا ماراتسی ۷٫۸ کیلومترمربع مساحت و ۹۱۵ نفر جمعیت دارد و ۹۵ متر بالاتر از سطح دریا واقع شده‌است.